# Warlity Małe
Warlity Małe (niem. Warglitten)– wieś w Polsce położona w województwie warmińsko-mazurskim, w powiecie olsztyńskim, w gminie Olsztynek.
Miejscowość leży nad Jeziorem Platyńskim. W XIX w. wybudowany został tam niewielki pałac. W 1930 roku majątek podzielono na 9 części, a w pałacu zamieszkały dwie rodziny, inne zajęły dworskie budynki gospodarcze. Po drugiej wojnie światowej opuszczone gospodarstwa zajęli polscy osadnicy z okolic Dłutowa, później budynek popadł w całkowitą ruinę. W XXI w., po przejęciu przez prywatnych właścicieli, pałac został odrestaurowany (zajęło to 12 lat) i przekształcony w pensjonat. 
W latach 1975–1998 miejscowość administracyjnie należała do województwa olsztyńskiego. W latach 1973–74 w gminie Grunwald.